# Heteronychus atratus
Heteronychus atratus är en skalbaggsart som beskrevs av Johann Christoph Friedrich Klug 1855. Heteronychus atratus ingår i släktet Heteronychus och familjen Dynastidae. Inga underarter finns listade i Catalogue of Life.